# 3 Korpus Armijny (Siły Zbrojne Południa Rosji)

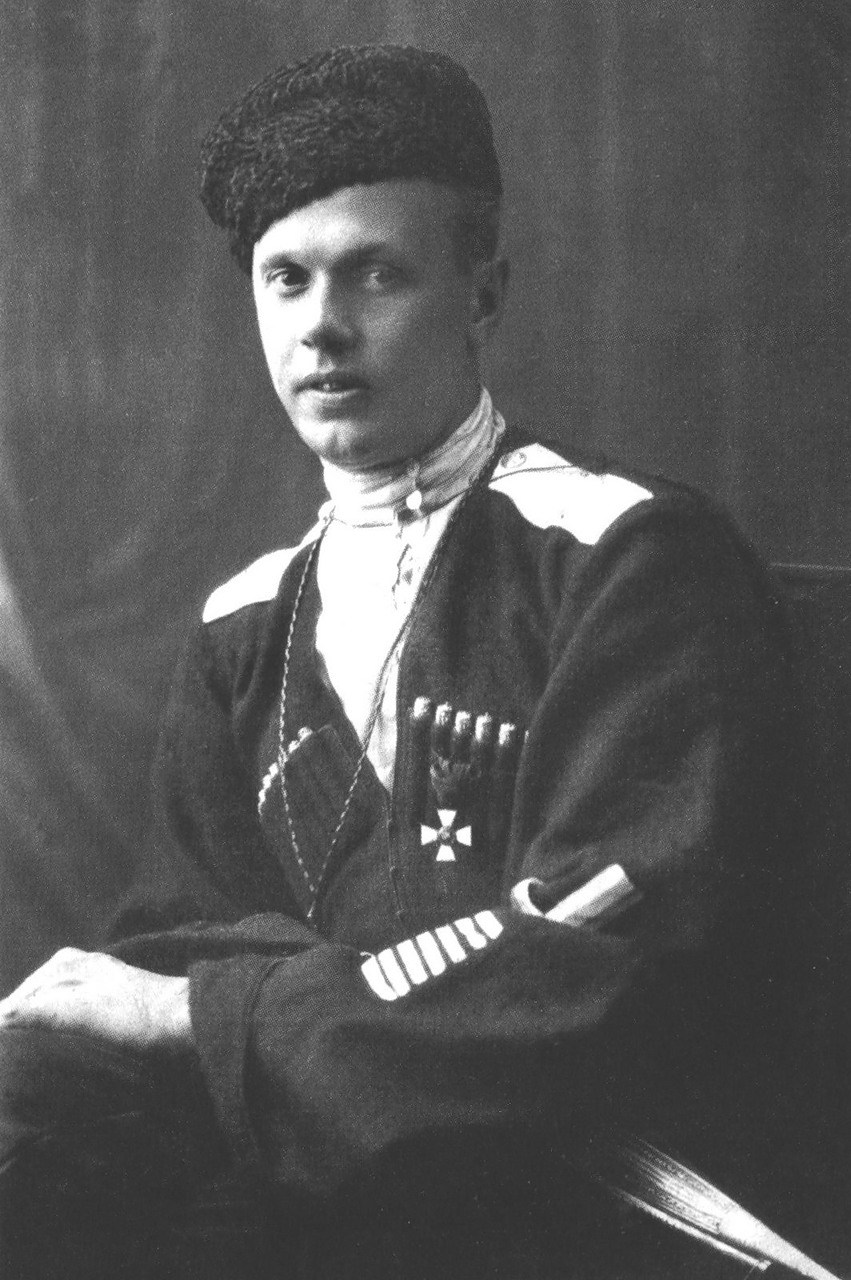
Generał major Jakow Aleksadrowicz Słaszczow, dowódca 3 Korpusu Armijnego SZPR i AO.

3 Korpus Armijny Sił Zbrojnych Południa Rosji – korpus armijny Armii Ochotniczej i Sił Zbrojnych Południa Rosji utworzony 15 listopada 1918.
Skład początkowy korpusu:

- 2 Kubańska Brygada Strzelecka
- Brygada Strzelecka pułkownika J.A. Słaszczowa
- 1 Brygada Kozaków Kaukaskich

Dowódca korpusu: generał porucznik W.P. Lijachow (15 listopada 1918 - 10 stycznia 1919).

Szef sztabu korpusu: generał major E.W. Masłowski (19 listopada 1918 - 1 lutego 1919).

Rozformowany 10 stycznia 1919.

Powtórnie utworzony z Krymsko-Azowskiej Armii Ochotniczej, 22 maja 1919, w skład którego weszły następujące jednostki:

- 4 Dywizja Piechoty SZPR (pod dowództwem J.A. Słaszczowa)
- Samodzielna Brygada Kawalerii (19 czerwca 1919 przeformowana z 2 Dywizji Kawalerii SZPR, 19 lipca 1919 włączona do 3 Korpusu Armijnego SZPR, z wyjątkiem 2 Tamańsko-kozackiego pułku dragonów).

Do 5 lipca 1919, w korpusie służyło 7693 żołnierzy (w tym 751 oficerów, 4497 żołnierzy na froncie, 980 żołnierzy pomocniczych oraz 1465 zabezpieczających tyły). 20 sierpnia 1919 wojska korpusu (wraz z Wojskami Okręgu Noworosyjskiego) zostały rozmieszczone w okolicach Noworosyjska. Następnie tam, 6 grudnia 1919, korpus przeszedł po raz trzeci przeformowanie. W jego skład po przeformowaniu weszły następujące jednostki:

- 13 Dywizja Piechoty SZPR
- 34 Dywizja Piechoty SZPR

Na początku 1920, do korpusu dołączyły dwie jednostki złożone z okręgów ówczesnego Imperium Rosyjskiego - 1 Kaukaska Dywizja Piechoty (ok. 100 żołnierzy) oraz Samodzielny Pułk Czeczeński (ok. 200 żołnierzy).
Dowódcy korpusu:

generał porucznik S.K. Dobrorolski (28 maja 1919 - 10 lipca 1919); generał porucznik N.N. Schilling (10 lipca 1919 - 26 sierpnia 1919); generał major J.A. Słaszczow (od 6 grudnia 1919).

Szef sztabu korpusu:

generał major W.W. Czernawin (31 maja 1919 - 19 sierpnia 1919).

Inspektorzy artylerii korpusu:

generał major M.N. Papa-Fiodorow (27 czerwca - 15 października 1919); generał major M.S. Rosljakow (od 14 grudnia 1919).

Po raz czwarty, 4 września 1920, korpus został utworzony pod kontrolą Armii Rosyjskiej Wrangla. W jego skład weszły następujące jednostki:

- 6 Dywizja Piechoty
- 7 Dywizja Piechoty
- Batalion Kolonistów Niemieckich

Po nieudanej ofensywie i odwrocie na Krym, 6 Dywizja Piechoty została przeniesiona z 3 KA do 2 KA, zaś 7 DP przeniesiono do Korpusu Kubańskiego.